# Hrčki (glive)
Hrčki (znanstveno ime Gyromitra) so rod gliv iz družine medaljonkark (Discinaceae).

## Seznam hrčkov Slovenije[2]
- široki hrček (Gyromitra ancilis)
- pomladanski hrček (Gyromitra esculenta)
- orjaški hrček (Gyromitra gigas)
- rogljati hrček (Gyromitra infula)
- rumenkasti hrček (Gyromitra leucoxantha)
- ščitasti hrček (Gyromitra parma)